# Colori e simboli del FC Matera

## Colori

Divisa storica Matera Calcio

I completini nel corso degli anni hanno sempre mantenuto i colori biancoazzurri del gonfalone cittadino. Le eccezioni sono l'Unione Sportiva Matera con la maglia granata negli anni trenta (che tuttavia quando si trasformò in A.S. Materana adottò una maglia azzurra con una M bianca sul petto) e la Libertas bianco celeste negli anni cinquanta. La Libertas Matera dopo la sua fusione con l'A.S. Matera Calcio erede dell'A.S. Materana, continuò ad utilizzare i suoi colori nel finire degli anni cinquanta, divenuta Polispostiva Matera dopo la fusione con la Polisportiva Matheola, riprende dopo un biennio la sua denominazione ed i suoi colori. Del vecchio club (A.S. Matera Calcio), di cui riprende le redini dopo la fusione con l'A.C.L.I. Piccianello, ne assume i colori e cambia denominazione in F.B.C. Matera. La maglia bianca ed azzurra, con poi la diagonale, è la maglia storica del Matera Calcio, la più rappresentativa, che è direttamente ispirata allo stemma storico del club. Maglia con la quale ha esordito in Serie B in trasferta a Genova, contro il Genoa.
La maglia color granata è ancora usata, ma generalmente come terza maglia o nelle coppe.
Va ricordato altresì che il Pro Matera, prima della fusione con il Foot Ball Club Matera, aveva come colori sociali il rosso e il nero.
| 1933 | 1936 | 1958 | 1967 |

| Periodo     | Colori                  | Denominazione       |
| ----------- | ----------------------- | ------------------- |
| 1933-1936   |                         | U.S. Matera         |
| 1936-1945   |                         | A.S. Materana       |
| (1941-1943) | (G.U.F. Matera)         |                     |
| 1947-1949   | Circolo Sportivo Matera |                     |
| 1949-1958   | A.S. Matera Calcio      |                     |
| 1958-1959   |                         | Libertas Matera     |
| 1959-1961   |                         | Polisportiva Matera |
| 1961-1963   |                         | Libertas Matera     |
| 1963-1988   |                         | F.B.C. Matera       |
| 1988-1989   | Pro Matera Sport        |                     |
| 1989-1995   | Matera Sport            |                     |
| 1995-1998   | Polisportiva Matera     |                     |
| 1998-2002   | A.S. Materasassi        |                     |
| 2002-2012   | F.C. Matera             |                     |
| 2012-2014   | A.S.D. Matera Calcio    |                     |
| 2014-oggi   | S.S. Matera Calcio      |                     |

### Prima divisa
Evoluzione.
| Anni '30  | Fine anni '30 | 1951-1952 | 1952-1953 | 1953-1954 | 1954-1955 | 1955-1956 | 1956-1957 | 1957-1958 | 1958-1959 |
| 1961-1962 | 1962-1963     | 1963-1964 | 1964-1965 | 1965-1966 | 1966-1967 | 1967-1968 | 1968-1969 | 1969-1970 | 1970-1971 |
| 1971-1972 | 1972-1973     | 1973-1974 | 1974-1975 | 1975-1976 | 1976-1977 | 1977-1978 | 1978-1979 | 1979-1980 | 1980-1981 |
| 1982-1983 | 1983-1984     | 1984-1985 | 1985-1986 | 1987-1988 | 1988-1989 | 1989-1990 | 1990-1991 | 1991-1992 | 1992-1993 |
| 1993-1994 | 1994-1995     | 1995-1996 | 1996-1997 | 1999-2000 | 2000-2001 | 2001-2002 | 2002-2003 | 2004-2005 | 2005-2006 |
| 2006-2007 | 2007-2008     | 2008-2009 | 2009-2010 | 2010-2011 | 2011-2012 | 2012-2013 | 2013-2014 | 2014-2015 | 2015-2016 |
| 2016-2017 | 2017-2018     | 2018-2019 |           |           |           |           |           |           |           |

### Seconda divisa
Essendo il bianco e l'azzurro i colori predominanti del Matera Calcio, le seconde divise sono sempre del colore meno predominante dei due, sulla prima divisa. Raramente viene usato il color granata dell'U.S. Matera (prima squadra di calcio materana).
| 1958-1959 | 1965-1966 | 1966-1970 | 1970-1971 | Anni '70  | 1976-1977 | 1978-1979 | 1979-1980 | 1980-1981 | 1982-1983 |
| 1988-1989 | 1993-1994 | 1998-1999 | 2001-2002 | 2002-2003 | 2005-2006 | 2006-2007 | 2007-2008 | 2008-2009 | 2009-2010 |
| 2010-2011 | 2011-2012 | 2012-2013 | 2013-2014 | 2014-2015 | 2015-2016 | 2016-2017 | 2017-2018 | 2018-2019 |           |

### Terza divisa
Come terza divisa il Matera Calcio ha usato i colori più disparati ma storico è il granata che si rifà all'U.S. Matera (prima società di calcio materana).
| 2001-2002 | 2002-2003 | 2005-2006 | 2008-2009 | 2009-2010 | 2010-2011 | 2013-2014 | 2014-2015 | 2015-2016 | 2016-2017 |
| 2017-2018 | 2018-2019 |           |           |           |           |           |           |           |           |

### Divisa portiere
Spesso le divise portiere del Matera Calcio sono state le seconde divise o le terze divise ma non sempre. Si sono anche usati i colori più disparati, come in un po' tutte le squadre di calcio negli ultimi vent'anni. Negli ultimi anni prima dell'ultima rifondazione, sono state spesso color verde erba con calzoncini azzurri (da stemma cittadino) e diagonale azzurra, dal logo storico del Matera Calcio.
Quella gialla è stata la divisa di Franco Mancini.
| 1978-1980 | Gialla | Grigia | Granata | Verde | Nera | Arancio |  |

### Divise storiche
Di seguito vengono mostrate le divise indossate dal Matera Calcio, quando ha ottenuto i risultati più prestigiosi a livello nazionale della sua storia. In ordine cronologico: la divisa del campionato di Serie C1 1978-1979 in cui ha vinto nel girone B; ottenendo la promozione in Serie B 1979-1980, anno in cui fu nuova mente indossata, la divisa del Campionato Interregionale 1990-1991 in cui ha vinto; nel girone M, ha vinto gli spareggi per la promozione in Serie C2 1991-1992 ed ha vinto il Trofeo Jacinto che assegnava il titolo di Campione Nazionale Interregionale, la divisa della competizione di Coppa Italia Serie D 2009-2010 in cui ha vinto il trofeo, la divisa del campionato di Serie D 2009-2010 (seconda divisa) in cui ha vinto la competizione play-off; grazie alla quale ha ottenuto il ripescaggio in Lega Pro Seconda Divisione 2010-2011, ed infine la divisa con cui ha perso la finale di ritorno di Coppa Italia Lega Pro 2016-2017, dopo aver vinto la finale di andata.
| Serie C1 1978-1979, Serie B 1979-1980 | Trofeo Jacinto 1990-1991 | Coppa Italia Serie D 2009-2010 | Play-off Serie D 2009-2010 | Coppa Italia Lega Pro 2016-2017 |  |

### Divisa d'autore
Nell'annata 2016-17, la squadra si fa disegnare dal pittore Domenico Dell'Osso una divisa d'autore, da utilizzare in occasioni importanti.
| Collezione 2016-2017 |

### Ulteriori divise
| 2015-2016 Trasferta 2 | 2015-2016 Quarta divisa | 2015-2016 Quinta divisa | Coppa Italia Serie C 2018-2019 |  |

## Matera Calcio B
Il Matera Calcio è stato un club tra i primi ad avere una seconda squadra, per un breve periodo di tempo e militante a livello regionale. I colori sono stati naturalmente quelli della prima squadra ma con combinazioni differenti.

### Prima divisa
| 1949-1950 |

### Divisa portiere
| granata | celeste |  |

## Simboli
Il simbolo del Matera Calcio per eccellenza è il bue (da stemma cittadino) anche se un po' trascurato, a volte viene utilizzato lo skyline dei Sassi di Matera.

### Stemma
Il Matera Calcio nella sua lunga storia ha usato diversi stemmi simili tra loro solo nei colori, ma lo stemma storico e più rappresentativo è quello del Foot Ball Club Matera, bianco con la diagonale azzurra e la scritta Matera F.C., utilizzato dal 1963 al 1988 dal F.B.C. Matera, dal 1995 al 1998 dalla Polisportiva Matera e dal 2002 al 2012 dal Football Club Matera.
Nel 2011-2012 l'Irsinese-Matera prima di rifondarsi in A.S.D. Matera Calcio ha utilizzato questo stemma.

Logo del Football Club Matera
Logo del Matera Calcio

## Inni
Il primo inno fu molto usato negli anni della presidenza Salerno per poi essere rimpiazzato ufficialmente dal secondo nella presidenza Perniola, ed in ultimo sostituito dal più fresco e d'elezione "popolare" Dietro gli scaloni della presidenza Columella.
- Forza Matera di Peppino Ruscigno (1978)
- Cuorebiancoazzurro di Roberto Chito (2011)
- Dietro gli scaloni dei Roots'n'Stones Crew (2013)

## Soprannomi
Il club non ha un vero e proprio soprannome ma le varie squadre di calcio succedutesi nella città di Matera hanno un solo ed unico nome: "Matera Calcio", tutte le squadre a prescindere dalla loro denominazione ufficiale, vengono chiamate dai materani semplicemente il Matera o più diffusamente Matera Calcio appunto. Questa denominazione nasce negli anni quaranta, ed è rimasta nell'uso comune materano, tanto da essere stata ripresa come denominazione ufficiale nell'ultima rifondaziome del club. Biancazzurri è l'appellativo più generico, usato per riferirsi al club.